# Витория до Жари
Вижте пояснителната страница за други значения на Виктория.
Витория до Жари, (на португалски: Vitória do Jari) е град — община в южната част на бразилския щат Амапа. Общината е част от икономико-статистическия микрорегион Мазагао, мезорегион Южна Амапа. Населението на общината към 2010 г. е 12 445 души, а територията е 2482.602 km² (5 д./km²).
Граничи с общините Мазагао на север, Ларанжал до Жари на северозапад, и с Гурупа и Алмейрин (в щата Пара) на юг.

## История
Общината е основана със закон № 0171, от 8 септември 1994 г., след като се отделя от Ларанжал до Жари.
Градът първоначално е създаден като център за настаняване на служителите на CADAM – Предприятие за добив на минерали в региона. С времето зоната се разраства и се установяват редица търговски обекти, в отговор на нуждите на населението.
Поради близостта на града с Ларанжал до Жари, Витория до Жари, по-известен с името Бейрадиньо, страда от почти същите проблеми на съседната община: периодични наводнения, безработица и лоши жилищни условия за по-бедното население.

## Образование
Сред проектите на Плана за развитие на образованието, към бразилското Министерство на образованието, възложен на INEP (Национален институт за образователни изследвания), в Северния регион на страната, щат Амапа, обществените градски училища на територията на Витория до Жари, през 2005 г. получават следната оценка по IDEB (Индекс на развитие на основното образование):
| IDEB оценка, училище и място | IDEB оценка, училище и място               | IDEB оценка, училище и място |
| ---------------------------- | ------------------------------------------ | ---------------------------- |
| Оценка                       | Училище                                    | Място                        |
| 3,0                          | Щатско общинско у-ще Бенедито Лима Пенелва | 109º                         |
| 3,0                          | Общинско у-ще Франсиска ди Фрейтас Араужо  | 110º                         |
| 2,9                          | Щатско у-ще Мунгуба до Жари                | 118º                         |
| 2,5                          | Щатско у-ще Теотонио Брандао Вилела        | 128º                         |
| 2,2                          | Общинско у-ще Алваро Маркис Гонсалвис      | 135º                         |